# Trygve Seim

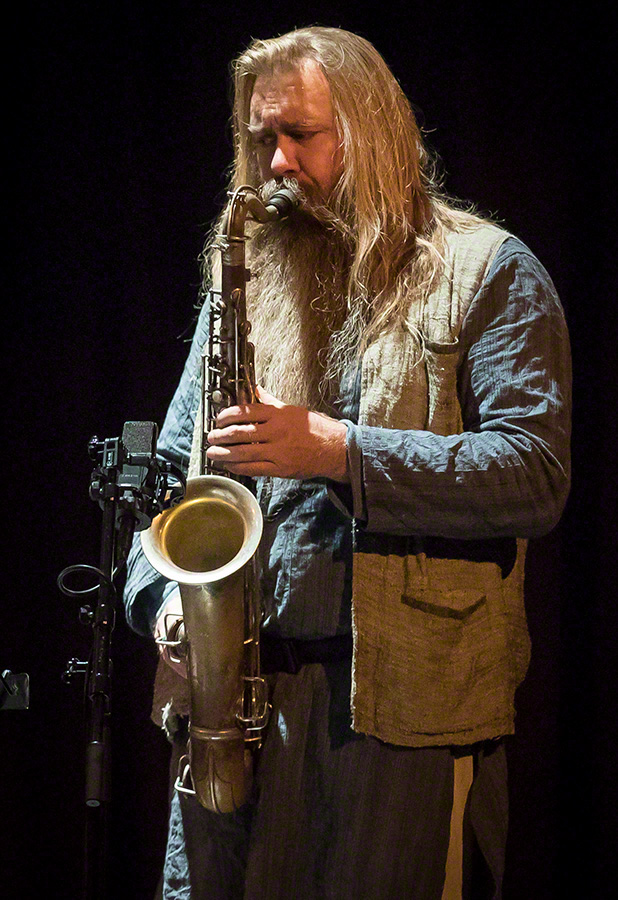
Trygve Seim, 2016

Trygve Seim (* 25. April 1971 in Oslo) ist ein norwegischer Jazz-Saxophonist.

## Leben und Wirken
Seim begann Saxophon zu spielen, nachdem er 1985 Jan Garbareks CD „Eventyr“ gehört hatte. 1990 nahm er sein Musikstudium am Konservatorium von Trondheim auf.
1991 gründeten er und der norwegische Pianist Christian Wallumrød die Gruppe Airamero mit Johannes Eick am Bass und Per Oddvar Johansen am Schlagzeug. 1994 erfolgte die Aufnahme der gleichnamigen CD. Die Band unternahm verschiedene Tourneen in Skandinavien und Deutschland.
Trygve wurde 1992 zu Jon Balkes Gruppe Oslo 13 berufen und 1994 übernahm er gemeinsam mit Morten Halle und Torbjørn Sunde die Leitung der Gruppe unter dem neuen Namen „1300 Oslo“.
Seim war auch ein Mitglied des Jazzquartetts „The Source“ mit Øyvind Brække, Ingebrigt Flaten und Per Oddvar Johansen. Die Band nahm fünf CDs auf und machte Tourneen durch ganz Europa und Russland. Er arbeitete auch als Sideman von Edward Vesala und Kenny Wheeler.
Seims 2000 auf ECM erschienene CD „Different Rivers“ erhielt weltweit gute Kritiken. Für diese Produktion erhielt er auch den Preis der Deutschen Schallplattenkritik. Seither nahm er unter anderem wiederum für ECM die CD „Sangam“ auf und wirkte an Iro Haarlas ECM-Album Northbound (2004) sowie 2014 an Jacob Youngs Album Forever Young (mit Marcin Wasilewski, Sławomir Kurkiewicz, Michał Miśkiewicz) mit. Seit 2005 gehörte er zum Ensemble von Sinikka Langeland.
In letzter Zeit komponierte er auch für klassische Musiker wie beispielsweise die norwegische Opernsängerin Anne-Lise Berntsen und „Between Voice and Presence“ für das „Trio Mediaeval“. 2006 schuf er für das Voss Jazz Festival die Auftragskomposition „Reiser“; 2011 erschien das Duoalbum Purcor (ECM, mit Andreas Utnem).

## Diskographie (Auswahl)
- Different Rivers, 2000, ECM
- Sangam, 2004, ECM
- Yeraz, 2008, ECM, mit Frode Haltli
- Rumi Songs, 2016, ECM
- Helsinki Songs, 2018, ECM
- Our Time, 2024, ECM, mit Frode Haltli
- Arcanum, 2025, ECM, mit Arve Henriksen, Anders Jormin & Markku Ounaskari